# Art cistercenc

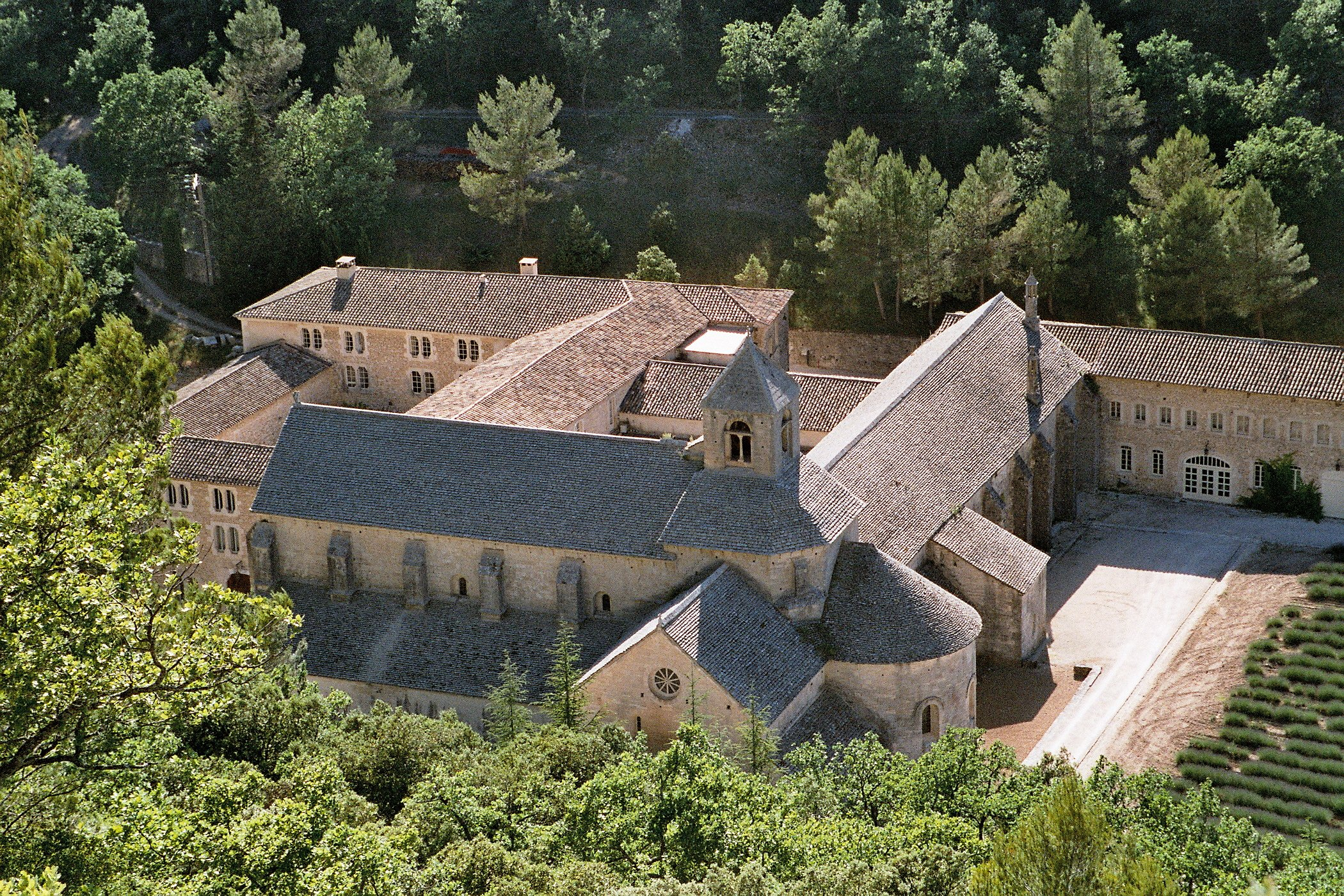
L'Abadia de Sénanque

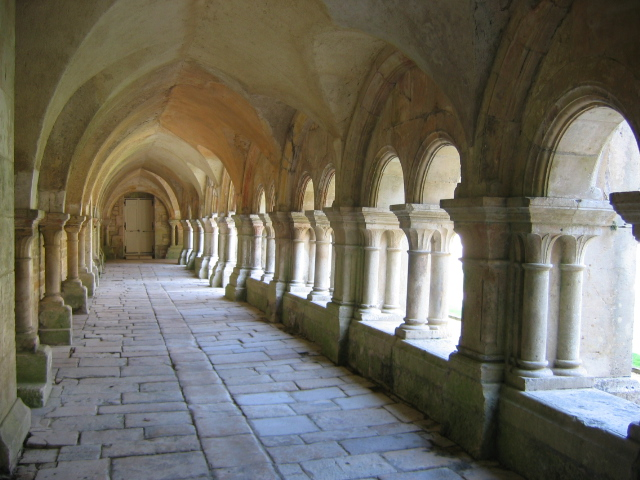
Claustre de l'Abadia de Fontenay.

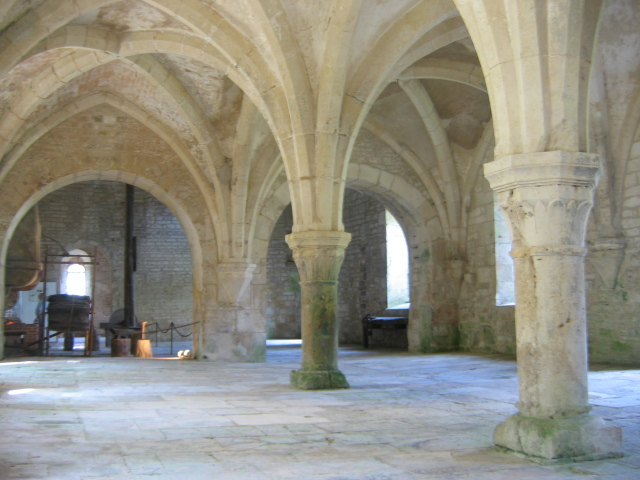
Farga de l'Abadia de Fontenay.

Es denomina art cistercenc al desenvolupat pels monjos cistercencs en la construcció de les seues abadies a partir del segle xii, moment de l'expansió inicial d'aquest orde religiós.
Les seues construccions tendeixen a la senzillesa i prescindeixen d'adornaments, d'acord amb els preceptes del seu orde d'ascetisme rigorós i pobresa, aconseguint uns espais conceptuals, nets i originals. El seu estil s'inscriu en el final del romànic, amb elements del gòtic inicial, el que s'ha cridat "estil de transició".
L'Orde, seguint la Regla de sant Benet, observa l'aïllament i la clausura, pel que aquest art es desenvolupa en construccions interiors per a l'ús dels monjos: església, claustre, refetor o sala capitular. Aquestes dependències es troben disposades generalment de la mateixa manera.
L'expansió de l'Orde va ser dirigida pel capítol general, integrat per tots els abats, aplicant un programa preconcebut en la construcció dels nous monestirs. El resultat va ser una gran uniformitat en les abadies de tot Europa.
La seua figura decisiva va ser Bernat de Claravall. Va planificar i va dirigir el disseny inicial (Claraval II, a partir de 1135), va influir en el programa de l'ordre i va participar activament en la construcció de noves abadies. A la seua mort en 1153, l'Orde n'havia fundat 343.

## Antecedents
En l'edat mitjana, el monacat en Occident fou evolucionant i va perfeccionar la seva organització. Els fets més significatius van ser:
- En el 529, Sant Benet de Núrsia va fundar l'Abadia de Montecassino, origen de l'orde dels benedictins.
- Posteriorment, l'any 540, Sant Benet de Núrsia va escriure una regla per als seus monjos, la Regula monasteriorum (Regla dels monestirs), que ordena la jornada del monjo de forma estricta i devent obediència a l'abat. Aquesta va ser observada per la majoria dels monestirs en l'edat mitjana.
- Durant el 816, Benet d'Aniana va promoure una reforma monacal donada suport per Lluís I el Pietós, fill de Carlemany, que va suposar la unificació sota la regla de Benet de Núrsia de tots els monestirs de l'Imperi Carolingi.
- Al llarg del 909, Guillem III, duc d'Aquitània, donà terres per a la fundació de la congregació benedictina de Cluny, sota la dependència del Papa, per a evitar les ingerències dels senyors feudals. Va prevaler la celebració grandiosa de la litúrgia que es corresponia amb esglésies de gran esplendor. Va arribar a tenir dos milers de priorats autònoms sotmesos a l'obediència i al govern comú de l'abat de Cluny, que era triat lliurement pels monjos.
- L'any 1098, Robert de Molesme va fundar l'Orde del Cister com a reforma observant de l'orde cluniacenc. Se'n van arribar a fundar 754 abadies, cadascuna amb un abat independent.

Arquitectònicament, l'herència que van rebre els cistercencs, i que van adaptar al seu ideari, es resumeix a continuació:
- A l'edat mitjana, l'arquitectura d'esglésies i monestirs buscava transmetre la preponderància de la vida eterna promesa en el cristianisme, pel que fou una referència constant la descripció de la Jerusalem celestial, de l'Apocalipsi de Sant Joan:

...i em va mostrar la Ciutat Santa de Jerusalem, que baixava del cel, d'al costat de Déu... La seua resplendor era com el d'una pedra molt preciosa, com jaspi cristal·lí...Tenia una muralla gran i alta amb dotze portes...la ciutat és un quadrat: la seua llargada és igual a la seua amplària.... La seua llargada, amplària i altura són iguals...el material d'aquesta muralla és jaspi i la ciutat és d'or pur semblant al vidre pur…
- Aquesta forta simbologia es va reflectir en els monestirs en la recerca d'una ciutat de Déu ideal, basada en l'organització per quadrats de les diferents zones. En el monacat carolingi es va traduir en el plànol del monestir de Sant Gall, que va servir de model per a la construcció de monestirs en tot el Sacre Imperi Romanogermànic i el plànol del qual és el més antic que es conserva sobre arquitectura monacal (segle ix). El monestir s'ordenà a partir de la clausura, que en endavant va passar a convertir-se en el centre de tots els monestirs. Cluny també es va basar en la distribució de Sant Gall. El Cister també acceptà el fonamental d'aquesta distribució. Comparant els plànols de Claraval II, primer gran monestir cistercenc, i de Sant Gall, es comprova en ambdós casos el següent: les esglésies estan orientades est-oest; els claustres estan adossats a l'església; l'ala est del claustre es destina a dependències dels monjos; l'ala sud del claustre a menjador i cuina; l'ala oest a magatzems.

- L'arquitectura cistercenca va sorgir en l'època final del romànic en la zona d'influència del Comtat de Borgonya i de Cluny. Els seus constructors van arreplegar les novetats del segle anterior, ple d'innovacions arquitectòniques: la pedra en aparell i les voltes de pedra que havien substituït a les de fusta que s'incendiaven amb facilitat. En diverses esglésies romàniques de la zona s'aprecien les formes constructives que després van emprar els cistercencs:
- L'església del monestir de Payerne, acabada de construir en 1050, reunia totes les novetats acumulades dels cluniacencs i s'ha conservat fins a l'actualitat sense modificacions. S'observen els arcs faixons de la volta de canó que continuen en l'alçat fins al sòl. L'absis té dues files de finestres que donen molta llum a la nau central.
- Ancy-le-Duc era un priorat que es va acabar a principis del segle xii. La seua planta era similar a Cluny II: tres naus, un transsepte i cinc absis. La seua alçat té pilars cruciformes amb pilastres circulars embegudes en els quatre costats, unes continuen fins a la volta i les altres desenvolupen els arcs formerers del mur de la nau central (model usat posteriorment pels cistercencs). La volta de la nau central, igual que les laterals, es va cobrir amb voltes d'aresta, podent, gràcies a això, il·luminar la nau central amb grans finestrals. L'església de Vézelay es va construir de la mateixa forma que Ancy-le-Duc i en el dibuix es poden apreciar aquests detalls.

## Els orígens de l'orde
Els orígens de l'orde els va relatar sant Esteve Harding, tercer abat de l'ordre, en l'Exordi Parvo:
- L'any 1073, Robert de Molesme, monjo benedictí, va fundar una nova abadia en Molesme cercant un ascetisme rigorós. Molesme va perdre el rigor inicial i va esdevenir una rica abadia amb 35 priorats que li devien obediència.
- En 1098, Robert i diversos monjos ixen de Molesme, descontentaments amb la falta d'observança de la Regla de San Benet, per a fundar un nou monestir en Cister on complir més estrictament la regla, naixent l'Orde del Cister.
- Rebutjaren els delmes, el sistema tradicional del manteniment dels monacats feudals.
- Estava prohibit relacionar-se amb dones: Per cap causa...se'ns permet a nosaltres o als nostres conversos conviure amb dona... ni per a conversar, criar...ni... per a rentar la roba... No es permetia a les dones allotjar-se dins del recinte de les granges, ni franquejar la porta del monestir. (en l'Exordi de Cister i Resum de la Carta de Caritat)

## A Catalunya
Al llarg del segle xii, a Catalunya, es van fundar els monestirs cistercencs de Poblet (1150), Santes Creus (1160) i Vallbona de les Monges (1157). Aquests centres d'espiritualitat, de pregària i d'estudi, van ser el màxim exponent de l'art cistercenc a Catalunya.
La seva tasca, però, anava més enllà de la religió: van fer costat al poder reial en les disputes contra els nobles i van exercir de motor econòmic a la Catalunya Nova, en desplegar la colonització agrària. Els monestirs eren, de fet, grans hisendes agrícoles i tallers de manufactura. També feien d'hostals, d'hospitals i de residències reials.
Al monestir de Poblet, l'església és de planta basilical i creu llatina, té tres naus i creuer, absis poligonal i set capelles laterals. La nau central és d'estil romànic, coberta per una volta de canó. Les dues naus laterals són la de l'Evangeli, coberta per una simple volta de creueria, i la de l'Epístola, d'estil gòtic. A l'entrada de l'església hi ha l'atri o galilea amb els seus dos altars: el del Sant Sepulcre i el del Calvari. Però el més destacable, a banda del retaule renaixentista de Damià Forment del 1527, és el panteó reial.

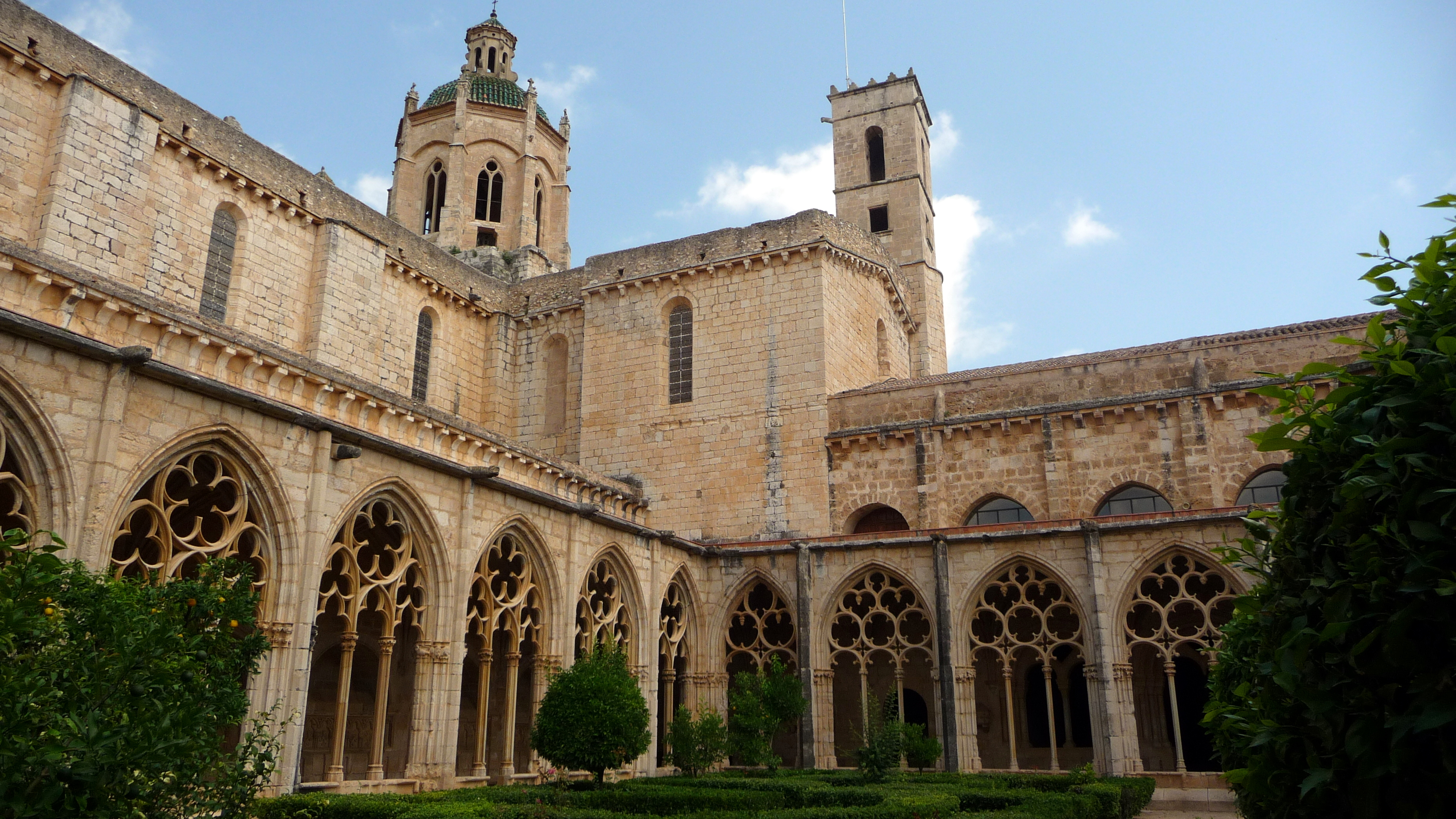
Monestir de Santes Creus

Els primers reis que van escollir el monestir de Poblet com a sepulcre van ser Alfons I el Cast, protector del monestir, i el seu net Jaume I. No obstant això, no va ser fins anys després, amb Pere el Cerimoniós, que el monestir va esdevenir el panteó reial dels monarques de la corona d'Aragó: tots els reis havien de jurar que serien enterrats a Poblet en el moment de la coronació. Amb el regnat de Ferran el Catòlic, però, aquest costum va ser abolit, ja que el rei va voler rebre sepultura a Granada, al costat de la seva muller, Isabel I de Castella. A l'època medieval hi havia el costum d'enterrar dins el recintes sagrats, esglésies, catedrals i monestirs. Els motius no tan sols eren de caràcter religiós –es buscava la protecció del sant i no ser oblidat pels vius en les pregàries–, sinó que també era una qüestió de privilegis. Per als monestirs, significava prestigi i era una important font d'ingressos. A més, a la societat feudal, el panteó reial era un reclam simbòlic. El monestir era un aparador en què els sepulcres, ben visibles, expressaven una jerarquia i unes relacions de poder. Cal destacar que les sepultures monumentals, com les cròniques reials, eren una manera de no caure en l'oblit, una manifestació d'immortalitat.
Al panteó del monestir de Poblet, a la dreta, hi ha la tomba d'Alfons el Cast, la de Joan I i de les seves dues esposes: Marta d'Armagnac i Violant de Bar, i un tercer sepulcre amb Joan II i Joana Enríquez. Al costat esquerre hi ha les tombes de Jaume I el Conqueridor, Pere el Cerimoniós, les seves tres esposes: Maria de Navarra, Elionor de Portugal i Elionor de Sicília, i la tomba de Ferran I d'Antequera. A tocar d'aquesta hi ha la d'Alfons V el Magnànim, i a l'extrem del creuer se situa el sepulcre de Martí I l'Humà.
El monestir de Santes Creus, a la població d'Aiguamúrcia, vora el riu Gaià, disposa d'església i cimbori, dos claustres, un palau reial, les dependències del cenobi i el cementiri. Pere de Valldaura el va fundar el 1150, però no va ser fins al 1160 que es va fer efectiva la donació del llinatge de Cervelló de les terres de Santes Creus. Va ser Jaume II el Just qui va transformar l'altar major de l'església en un mausoleu reial. A la façana principal de l'església hi ha una portalada romànica amb un gran finestral gòtic. La planta és de creu llatina i a l'altar major s'alça un retaule de Josep Tremulles (1647-1679) i una gran rosassa. A més, disposa de tres grans naus i cinc capelles abacials.
A tocar de l'altar major hi ha la tomba de Pere el Gran (1299) –el 2010, un grup d'experts va poder exhumar i extreure el fèretre intacte del monarca per ser estudiat–, Jaume II i Blanca d'Anjou. Les tres tombes es van restaurar al juliol del 2010. Als peus de la tomba del rei Pere II hi ha, també, la de l'almirall Roger de Llúria, que va demanar ser enterrat als peus del seu senyor.
El cenobi convertit en panteó reial per Pere II va ser fortificat durant la segona meitat del segle xiv. El monestir conserva dos claustres –el més gran és d'estil gòtic i va reemplaçar-ne un d'anterior romànic–, on hi ha nombroses sepultures de llinatges nobles. A l'entorn es distribueixen les diferents dependències. L'aula capitular romànica conté les tombes en relleu d'abats del monestir. El claustre posterior, molt més sobri, és rectangular i acull la cuina, el refectori del segle xvii, i el Palau Reial –possiblement construït per Jaume II i reconstruït i ampliat al segle xiv com a palau abacial–. També són part important del conjunt del monestir el celler i l'escriptori. Destaquen, també, el cimbori gòtic coronat per una llanterna barroca i la torre de les Hores, del segle xvi.
Amb la desamortització del segle xix es va produir l'exclaustració definitiva dels monjos i el monestir, actualment, a diferència de Poblet i Vallbona de les Monges, no té vida monàstica. Les despulles reials es van dipositar en una banyera de pòrfir d'època romana provinent del Palatí de Roma, un dels onze exemplars que en queden a tot Europa. A sobre hi ha una urna esculpida amb motius florals i religiosos i tot el conjunt es troba dins d'un templet format per columnes que sostenen una volta i quatre pinacles.
Les primeres notícies del monestir de Vallbona de les Monges són del 1153, però no va ser fins a l'any 1176 que es va integrar plenament a l'orde del Cister. Pot considerar-se el cenobi cistercenc femení més important de Catalunya i un dels més destacables d'Europa. En origen, era una agrupació mixta d'ermitans regits pel fundador, Ramon de Vallbona, que seguien la regla de sant Benet. El 1175 els homes es van traslladar al Montsant i a Vallbona només van quedar les monges, que es van incorporar a l'orde del Cister. Alfons I el Cast i la reina Sança, i els reis Jaume I i Alfons el Savi, de Castella, es van hostatjar en aquest monestir exclusivament femení.
A partir del segle xiii, Vallbona va esdevenir una escola monacal, on rebien formació les filles de la noblesa catalana. A l'escriptori, les monges es dedicaven a copiar i ornamentar els còdexs i aprenien gramàtica, litúrgia, cal·ligrafia, miniatura, música i a teixir i brodar. El monestir ha conservat la comunitat durant més de vuit segles, exceptuant els períodes de conflicte bèl·lic. Arquitectònicament, destaquen els dos cimboris gòtics, el més gran dels quals reposa completament sobre la nau de l'església. El cimbori i campanar en forma de llanterna octogonal acabada en piràmide, de gran bellesa, és un exemplar únic de l'arquitectura medieval.
L'interior del temple és d'una gran simplicitat. A la dreta del cor, tocant a la reixa, hi ha la capella de Corpus Christi. D'aquest altar provenen els dos impressionants antependis o frontals d'altar de mitjan segle xiv, de tema eucarístic, que ara es conserven al Museu Nacional d'Art de Catalunya a Barcelona. Presideix aquesta capella una imatge gòtica, esvelta, de la Mare de Déu del Cor de pedra policromada, obra de Guillem Seguer. Dins l'església, a la dreta de l'altar, hi ha les tombes de Violant d'Hongria, muller del rei Jaume I i benefactora del monestir, que va demanar ser-hi enterrada, i també la de la seva filla Sança d'Aragó, morta a Acre. El monestir de Vallbona disposa d'una de les millors col·leccions d'escuts de la noblesa catalana esculpits a les tombes de la sala capitular.